# Джагын
Джагы́н — река в Омсукчанском и Среднеканском районах Магаданской области, Россия, правый приток Балыгычана. Длина реки — 133 км, площадь водосборного бассейна — 3070 км².
Река образуется слиянием Правого Джагына и Левого Джагына на высоте более 690 м над уровня моря в центральной части Омсукчанского хребта. На всём протяжении течёт преимущественно на северо-запад по гористой местности в долине, покрытой в основном лиственницей. В нижнем течении выходит на Верхнебалыгычанское мелкогорье, умеренно меандрирует. Впадает в Балыгычан по правому берегу на высоте менее 222 м над уровнем моря в 130 км от устья Балыгычана, ниже впадения Кырчана. В нижнем течении ширина русла составляет 42-80 м при глубине 2 м, скорость течения — 1,1 м/с.

## Основные притоки
Указаны поименованные притоки длиной 30 км и более
| Название | Расстояние от устья | Длина | Положение |
| -------- | ------------------- | ----- | --------- |
| Майский  | 12                  | 58    | левый     |
| Лимит    | 28                  | 30    | правый    |
| Кросс    | 37                  | 64    | левый     |
| Зелёный  | 59                  | 31    | правый    |
| Каховка  | 78                  | 56    | левый     |
| Кэн      | 103                 | 38    | левый     |

## Данные водного реестра
По данным государственного водного реестра России и геоинформационной системы водохозяйственного районирования территории РФ, подготовленной Федеральным агентством водных ресурсов:
- Бассейновый округ — Анадыро-Колымский
- Речной бассейн — Колыма
- Речной подбассейн — Колыма до впадения Омолона
- Водохозяйственный участок — Колыма от впадения реки Сеймчан до водомерного поста гидрометеорологической станции Коркодон
- Код объекта в государственном водном реестре — 19010100312119000020579[4].